# Мишкув
Мишкув (пол. Myszków) — місто в південній Польщі, на річці Варта.
Адміністративний центр Мишковського повіту Сілезького воєводства.

## Демографія
Демографічна структура станом на 31 березня 2011 року:
|          | Загалом | Допрацездатний вік | Працездатний вік | Постпрацездатний вік |
| -------- | ------- | ------------------ | ---------------- | -------------------- |
| Чоловіки | 15760   | 2819               | 11193            | 1748                 |
| Жінки    | 17057   | 2657               | 10439            | 3961                 |
| Разом    | 32817   | 5476               | 21632            | 5709                 |